# Maddaloni
Maddaloni (Matalùnë in campano) è un comune italiano di 36 571 abitanti della provincia di Caserta in Campania.

## Geografia fisica
Costituisce un'appendice meridionale della città di Caserta con cui è strettamente conurbato. Parte del comune è situato lungo l'antico percorso della via Appia, nel tratto che dalla Capua d'epoca romana (oggi Santa Maria Capua Vetere) conduceva a Benevento. Tanta è la presenza di monumenti ed edifici storici, tra cui il Collegio Reale della provincia di Terra di Lavoro voluto da Giuseppe Bonaparte (oggi Convitto Nazionale Giordano Bruno), le tantissime chiese (tra cui la basilica minore del Corpus Domini) e l'acquedotto Carolino.

## Origini del nome
Nel corso del tempo vari studiosi si sono cimentati nella ricerca dell'origine del toponimo Mataluni, ma non si è ancora giunti ad una conclusione certa; tra i tanti, il de' Sivo si concentra sul Castrum Kalato Magdala, cioè il monastero di Maria Maddalena la cui chiesa fu distrutta dal terremoto del 5 giugno 1694. Secondo il Mazzocchi «questo nome fosse venuto al castello dalla voce araba di Magdalo, che vuol dire appunto castello, imposta a quel luogo forte dà Saraceni, che assai probabilmente dovettero farsene un nido di rapina». Per don Francesco Piscitelli, arciprete della Collegiata di San Pietro e studioso maddalonese, invece, il toponimo deriverebbe dal principe Matalo, capitano dei Galli Boi che seguirono Annibale nella sua discesa in Italia durante la seconda guerra punica: poiché lo stesso Annibale si curò poco di loro, essi, «avvezzi ad abitare appiè delle Alpi, trovarono alle falde del Tifata un sito conforme alle loro abitudini».
Decisero, quindi, di stabilirsi lì e di non seguire il condottiero punico a Capua: dal nome del principe, Matalo, gli abitanti di quella zona furono detti Mataluni. Altra ipotesi vorrebbe che il nome derivi, dal Medioevo, da "Mezza Luna", descrivendo così la forma che è andata assumendo l'espansione del centro abitato rispetto alla collina che sorge dietro di esso. Una quarta ipotesi vede la città citata al tempo dei Romani con il nome di Meta Leonis, ovvero a forma di leone, sembra a causa di un masso di tale forma sito nei pressi.

## Storia

### Antichità
Al confine tra gli attuali comuni di Maddaloni e di S. Marco Evangelista, lungo la via Appia, sorgeva la città etrusca di Calatia, fondata probabilmente intorno all'VIII secolo a.C. durante l'età del ferro dell'Europa centrale. Essa si estendeva su una superficie di dodici ettari di terreno, mentre tutto il perimetro fuori le mura abbracciava un vasto territorio di circa sessanta ettari. Difficile ricostruire le sue origini e conoscerne la storia, in quanto risulta ormai del tutto distrutta e pochissimi sono i documenti che la citano. Parte, però, della vita che si svolgeva in questo luogo è ricostruibile attraverso le campagne di scavo che, grazie al ritrovamento di vari oggetti, cercano di interpretare la quotidianità del tempo ormai perduto.
I primi abitanti della città furono gli Osci, un popolo prettamente campano, del quale purtroppo scarne sono le notizie; successivamente arrivarono gli Etruschi, poi i Sanniti, e solo nell'anno 309 a.C. la città fu conquistata dai Romani. Durante la seconda guerra punica, quando Annibale, a capo dell'esercito cartaginese riuscì a piegare la potenza di Roma. Annibale, nella sua marcia verso Roma, temporeggiò nella città di Capua aspettando che arrivassero i rinforzi. Allora Capua e le città ad essa sottoposte, tra le quali anche Calatia, non si opposero all'impresa del comandante cartaginese, anzi si allearono con lui. Quando Roma riuscì a risollevare le sorti del conflitto e a cacciare dall'Italia il condottiero cartaginese con tutto il suo esercito, le città sottoposte a Capua e alleate di Annibale vennero sottomesse dai Romani. Nell'età imperiale, tra il I secolo a.C. e il I d.C., anni in cui si rinvigorirono i traffici commerciali e le varie attività si risvegliarono, Calatia si riprese sia economicamente che demograficamente. A partire dal II secolo d.C. Calatia, come il resto della Campania e dell'Impero Romano, visse un periodo di decadenza a causa delle orde barbariche provenienti dai paesi del nord Europa, dall'Asia e dall'Africa alla conquista di nuovi territori.
Di tale periodo è la Tabula Peutingeriana che rappresenta uno dei documenti cartografici più importanti dell'antichità. Tale documento fu scoperto in una Biblioteca di Worms, nel XV secolo da Konrad Celtes, umanista viennese, che lo consegnò a Konrad Peutinger, un antiquario dal quale poi prese il nome. La Tabula indica luoghi e strade dell'età romana imperiale dell'intero mondo conosciuto dagli antichi con i tre continenti Europa, Asia e Africa; alla V tavola sono evidenziate le strade che nella pianura campana collegavano tra loro luoghi e città, tra le quali Calatia, Capua e altre.
Una nuova fase storica iniziò per la città nell'anno 439, quando fu istituita la diocesi ad opera di sant'Augusto, primo vescovo di Calatia. La figura di questo vescovo è avvolta dalla leggenda, infatti si narra che egli con altri undici uomini, in seguito alle invasioni dei Vandali di Genserico, scappò dalle coste dell'Africa per approdare sulle coste della Campania e più precisamente nella zona dell'odierna Mondragone, per poi vagare per i luoghi campani e fondare le prime dodici diocesi della Campania. Sant'Augusto fondò dunque la diocesi di Calatia e si racconta anche che abbia operato dei miracoli nella stessa città, risuscitando dei morti, dando la vista a dei ciechi e convertendo alcuni Giudei che abitavano la zona. Per queste ragioni fu perseguitato a tal punto da dover scappare dalla città e rifugiarsi nell'antico monastero della Maddalena che si trovava nell'antico borgo di Maddaloni e che oggi non esiste più.
Tuttavia, presunto o vero che sia il racconto della vita di sant'Augusto, ciò che interessa è la sede della diocesi che si venne ad istituire a Calatia in quel presunto anno 439 d.C. Tale diocesi fu anche sede episcopale con l'annessa chiesa dedicata a san Giacomo (tutta la zona di Calatia fino a qualche tempo fa era denominata infatti San Giacomo alle Gallazze, mentre oggi questa toponimo è quasi del tutto scomparso). La diocesi dovette assumere una forte importanza al punto tale che, quando la città subì le ultime devastazioni (nel corso del IX secolo) e i suoi abitanti furono costretti ad abbandonarla, istituzionalmente essa fu traslocata a Casahirta, l'attuale Casertavecchia sul Monte Virgo, dove ancora per un lungo periodo i vari vescovi preposti conservarono il titolo di "Episcopus Calatinus". La distruzione della città di Calatia, dunque, comportò lo spostamento della popolazione in luoghi più riparati dalle incursioni barbariche che in quel periodo erano frequenti nella zona.

### Medioevo
Quindi, parte dei Calatini si rifugiò sul Monte Virgo e fondò o popolò quello che già esisteva di Casahirta trasferendo in quel luogo anche la diocesi, e parte si stanziò presso la forse già esistente Maddaloni. In questo borgo, a quel tempo, dovevano esserci almeno cinque o sei chiese tra le quali San Benedetto, San Martino, Sant'Agnello, e il monastero della Maddalena, così come già esisteva il Castello, anche se non ne conosciamo la struttura originaria. Esso doveva già esistere nel II secolo a.C., in quanto citato da Tito Livio nell'opera Ab Urbe condita libri quando, nel raccontare i fatti annibalici, lo storico latino, nel passaggio dalla via Sannitica verso Calatia, cita un Kastrum, da identificare con il castello di Maddaloni. Quindi dall'anno 880 in poi per il borgo di Maddaloni iniziò una nuova fase storica: la popolazione si arroccò intorno alla collina del castello, furono costruite le varie abitazioni e la cinta muraria, percorribile a piedi, che cingeva tutto il borgo, allo scopo di difenderlo.
Negli stessi anni fu costruita anche la torre piccola o torre nord affinché essa potesse rappresentare un punto di avvistamento. Nel corso del tempo la città di Maddaloni continuò a crescere e il castello divenne il suo principale punto di riferimento, infatti già in epoca Normanna fu fortificato, mentre un secolo più tardi, nel 1231, con la dominazione sveva, fu riparato a spese della popolazione. Nell'anno 1390, il nuovo feudatario di Maddaloni, Carlo d'Artus, volle costruire una nuova torre, denominata appunto torre Artus, questa volta vicino al castello a rappresentare un nuovo punto di difesa della città; i lavori durarono dal 1390 al 1402. La vita e le abitudini della popolazione intanto subivano profondi cambiamenti: si cominciavano a risvegliare i commerci e non si viveva più arroccati in montagna, ma in pianura, dove si potevano agevolmente coltivare i campi e scambiare le merci.
Quindi, anche gli abitanti del borgo di Maddaloni, già a partire dal XII - XIII secolo, incominciarono a costruire nuove abitazioni fuori dalla cinta muraria del castello e di conseguenza si creò un nuovo assetto urbanistico della città, divisa in due parti, la zona della Pescara o più comunemente detta dei Formali da un lato e la zona dell'Oliveto dall'altro. Ma la svolta decisiva per Maddaloni avvenne nel 1460, quando tutto il borgo fu dato alle fiamme da Ferrante d'Aragona, re di Napoli per la ribellione del nuovo feudatario Pietro da Mondrago, e quindi il castello e il borgo all'interno della cinta muraria furono abbandonati, determinando una diversa urbanizzazione della città lungo la fascia pedemontana. Nel 1465 Ferrante I di Napoli concesse il feudo di Maddaloni al suo consigliere Diomede I Carafa (1406-1487) figlio di Antonio Carafa detto il Malizia. La famiglia napoletana dei Carafa, molto vicina alla dinastia regnante degli Aragona, tenne Maddaloni fino all'eversione della feudalità nel 1806. Diomede I Carafa non ristrutturò il castello, ma pensò di costruire un nuovo palazzo ai piedi della collina in modo da costituire una cesura con il nucleo urbano che si era formato nel corso del tempo lungo tutta la fascia pedemontana.
Il palazzo, quindi, rappresentava non solo la sede della corte ducale, ma svolgeva anche la funzione di controllo della fiera settimanale che si teneva all'interno del suo cortile, nonché una funzione di controllo della strada che passava proprio davanti all'edificio, rappresentando così un punto di riferimento politico, sociale ed economico di tutta la vita che si svolgeva in Maddaloni. Dal 1465 fu costruito il palazzo Ducale (l'attuale Villaggio dei Ragazzi) e dal 1546 la cappella del Corpus Domini. Questa piazza cambiò aspetto a partire dal Settecento, quando iniziarono i lavori di ampliamento della chiesa del Corpus Domini con il suo imponente campanile e l'edificazione della congrega del Redentore.

### Età moderna
Tra il XVI e il XVII secolo la città di Maddaloni visse allora un lento ma decisivo miglioramento: furono ampliate piazze, costruite nuove chiese e migliorate le preesistenti, edificati nuovi palazzi e, dato ancora più importante, ci furono risvegli commerciali.
Il percorso fu lento e difficoltoso: guerre intestine, crisi economiche e carestie ne caratterizzarono i tempi, ma ugualmente furono gettate le basi della Maddaloni che noi oggi conosciamo, mentre il XVIII secolo costituì il momento di maggior splendore per la città, in particolar modo l'anno 1734, quando Carlo di Borbone, Re di Napoli e di Sicilia, consegnava al Duca Marzio Domenico IV Carafa il titolo di Città per Maddaloni, che così era diventata nel corso del tempo ufficialmente un punto di riferimento culturale, sociale ed economico di tutta Terra di Lavoro. Questa ferma convinzione era già stata espressa qualche anno prima, quando lo storico Giovan Battista Pacichelli nel suo importantissimo lavoro Il Regno di Napoli in prospettiva del 1702, nella descrizione della città di Maddaloni scriveva che "questa piazza era luogo di passeggio, riunioni, di affari, e che il palazzo ospitava una galleria di pittura, un museo di manoscritti, una raccolta di strumenti matematici, scuderie di cavalli e officine di ogni genere".

### Simboli
Lo stemma di Maddaloni è il castello della città merlato alla ghibellina fondato su rocce al naturale, aperto e finestrato di tre, torricellato di tre pezzi di giallo, il mediano più elevato, merlati alla guelfa. Il gonfalone, invece è un drappo azzurro riccamente ornato di ricami dorati e caricato dello stemma comunale con la iscrizione centrata in oro: Città di Maddaloni. Le parti di metallo ed i cordoni saranno dorati. L'asta verticale sarà ricoperta di velluto azzurro con bullette dorate poste a spirale. Nella freccia sarà rappresentato lo stemma del Comune e sul gambo inciso il nome. Cravatta e nastri tricolori dai colori nazionali franciati d'oro.

## Monumenti e luoghi d'interesse

### Architetture religiose
Santuario di San Michele Arcangelo e Santa Maria del MonteAll'altezza di 427 m si trova questo santuario che è anche uno dei luoghi più suggestivi della città; secondo fonti accertate il santuario era presente già nel 969 quando viene menzionato, per la prima volta, dall'Arcivescovo di Benevento, Landulfo. Altre citazioni risalgono al 1092 e al 1113. Da fonti si apprende che nel 1216 San Francesco d'Assisi vi si fermò a far visita al suo amico, il Beato Agostino
Un sentiero che parte dalla città da un'altitudine di circa 95 m si inerpica verso il santuario con la possibilità di deviare verso il castello; lungo tale sentiero sono poste le croci indicanti il percorso della tradizionale Via Crucis cittadina del venerdì santo; dal 2008 su ognuna delle 14 croci è affissa una tavoletta rappresentante il percorso tradizionale di Cristo verso il Golgota, opera realizzata dall'artista maddalonese Carmine Confessore. Il 10 maggio dell'anno 1993 Raffaele Nogaro, vescovo di Caserta, ha denominato il santuario di San Michele con il nuovo nome di santuario di San Michele Arcangelo e Santa Maria del Monte.
La statua di San Michele, Santo Patrono della città di Maddaloni, risale alla seconda metà del XVIII secolo; negli anni è stata restaurata diverse volte. L'Arcangelo è rappresentato come un guerriero che porta nella mano sinistra una bilancia contenente due anime nei piattini, mentre nella mano destra impugna una lancia che colpisce Satana. La tradizione locale vuole che il giorno 8 maggio si festeggi l'apparizione del Santo al Monte Gargano. Nel mese di agosto, la statua scende dal colle e viene portata in città, presso la Basilica minore del Corpus Domini, per i festeggiamenti del 29 settembre. Alla fine dei festeggiamenti, il Santo risale al Santuario.
Basilica minore del Corpus DominiUna delle testimonianze del florido periodo maddalonese. Da citare sono le splendide opere che si trovano all'interno della chiesa, ma le opere di maggior rilievo sono l'altare disegnato dall'architetto Luigi Vanvitelli e il campanile di scuola vanvitelliana.
Chiesa di Santa MargheritaNota dai primi decenni del 1300,  la chiesa di santa Margherita conserva cornici di archi e finestre in tufo in stile gotico, nonché gli affreschi trecenteschi e dei primi decenni del 1400 della cappella di san Leonardo.

#### Altre chiese
- Chiesa di Sant'Agnello (VI-XVIII secolo)
- Chiesa di San Benedetto
- Chiesa dell'Annunziata
- Monastero di Santa Maria de Commendatis

### Architetture civili
Convitto nazionale Giordano BrunoIl Convitto Giordano Bruno è la più antica istituzione scolastica della provincia casertana; il convitto nasce grazie a Giuseppe Bonaparte che emana una legge nel 1807. La struttura trova residenza a Maddaloni nel soppresso monastero dei Conventuali. Tra i suoi allievi più famosi è da citare Luigi Settembrini che frequentò l'istituto dal 1821 al 1827.
Il salone storico si caratterizza per il soffitto, coperto dalla tela di 720 metri quadri, che è il dipinto su tela più grande al mondo: realizzato nel 1756 con tecnica del telero e denominato Trionfo della Fede sull’Eresia, è opera del pittore Giovanni Funaro, che fu aiutato da suo fratello Giuseppe Funaro.

### Architetture militari

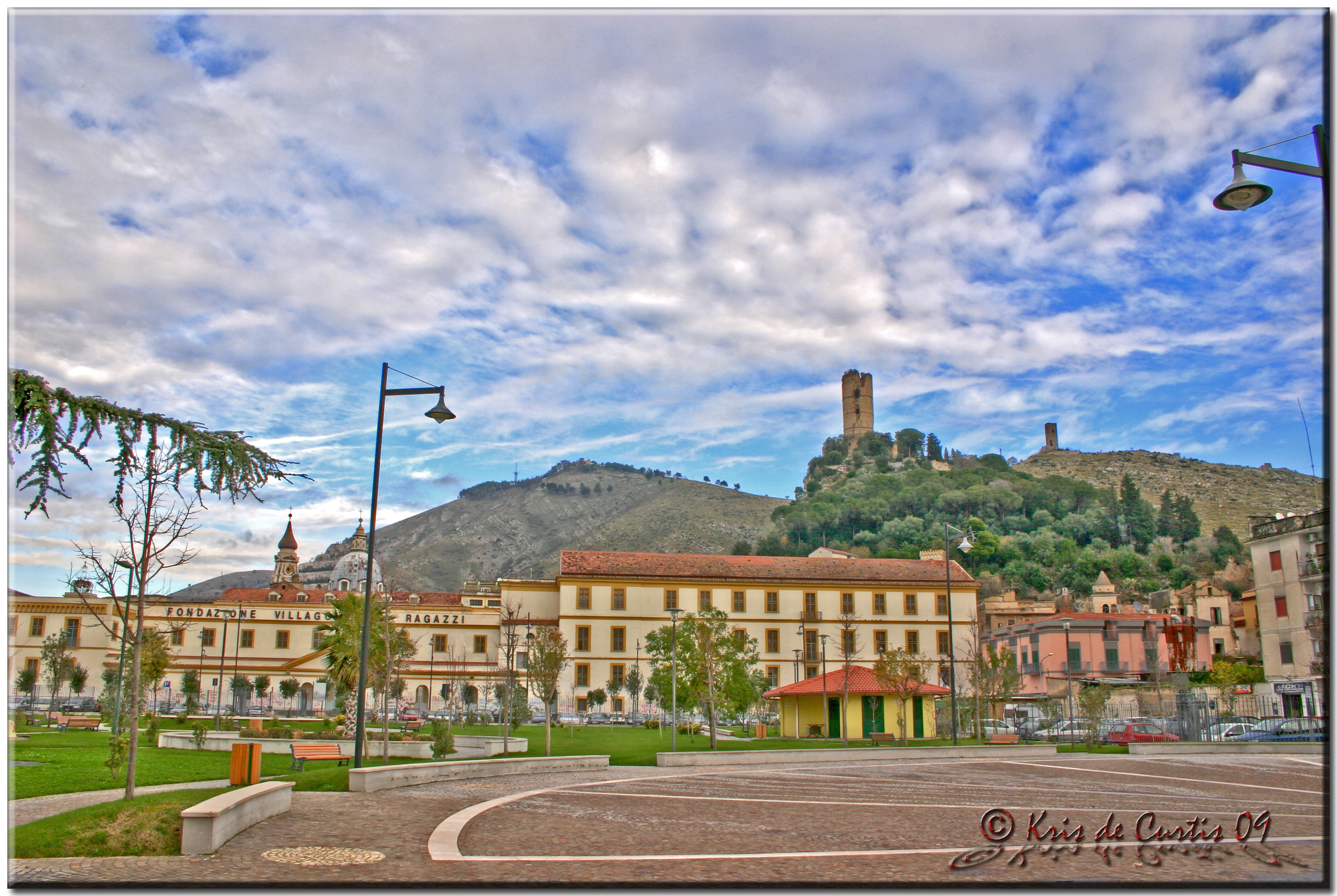
Veduta del Castello Medioevale e della Torre Longobarda

CastelloSimbolo della città, risale all'epoca normanna e fu costruito per la sua posizione strategica. L'edificio è situato a un'altitudine di 170 metri sul livello del mare, ha una forma irregolare e nel corso degli anni ha subito molte trasformazioni. Il complesso della fortificazione è sviluppato intorno alla grande torre rettangolare che è alta più di venti metri. Essa si sviluppa su due livelli: il primo è composto da due stanzoni, separati da un muro centrale, traforato da due archi a tutto sesto, che mantiene le due volte a botte; il secondo è formato da un unico ambiente, attualmente scoperto, ma tempo fa coperto da una volta a crociera. Il castello ha una connotazione molto più remota, età romana, infatti Tito Livio ne fa menzione negli Annales quando parla dell'attestazione di Annibale alle spalle del castello di Magdalo (Storia della città del De Sivo).
Un riferimento esplicito alla sua esistenza risale solo all'anno 1099, citato come "Castrum Kalato Maddala". Intorno all'VIII secolo fu rafforzato nelle sue difese dalla torre superiore piccola, detta anche Castelluccio: essa fu costruita allo scopo ben preciso di rispondere alla funzionalità difensiva del borgo, allungando lo sguardo non solo sulla vasta piana di Terra di Lavoro, ma anche verso le colline del Sannio. Il borgo di Maddaloni nel corso del tempo acquistò sempre più importanza e proprio il castello fu oggetto di ricostruzione in epoca normanna, quando divenne luogo di incontri e soggiorno di importanti personaggi. Appena un secolo dopo (1231) fu di nuovo oggetto di restauro a spese degli abitanti di Maddaloni. Nel XIV secolo fu possesso dei Sabrano, poi fu presidiato dall'esercito di Luigi I d'Angiò e per qualche anno restò nelle mani del conte di Caserta, Francesco Della Ratta.
La svolta avvenne nel 1390, quando fu concesso a Carlo d'Artus, conte di Sant'Agata de' Goti, il quale divenne il nuovo feudatario di Maddaloni. A lui si deve l'ulteriore rafforzamento del borgo, infatti costruì la torre cilindrica grande denominata per l'appunto torre Artus (1390-1402), questa volta vicino al castello. Alla morte di Carlo d'Artus (1413) il feudo fu ceduto a Ottino Caracciolo; nel 1442 fu venduto a Giannantonio Marzano, duca di Sessa; nel 1445 fu riscattato da Pietro da Mondrago, il quale si rese protagonista della famosa congiura dei baroni e perciò fu scacciato dalla città nel 1460, quando Ferrante d'Aragona mise a ferro e a fuoco il castello con il suo borgo. Da questo momento in poi il castello fu abbandonato e disabitato fino al 1821, quando fu acquistato dalla famiglia De Sivo, che lo trasformò in una dimora per incontri e battute di caccia.

### Altro
Borgo dei FormaliDegni di nota sono l'Antro di Matalo, cavità artificiale utilizzata in tempi remoti per l'estrazione della pietra calcarea, e il mulino ducale, realizzato dal duca Domenico Marzio Carafa alla fine del Seicento, con il suo acquedotto e le vasche di raccolta dell'acqua e un'architettura secentesca che lo ha reso soggetto a vincolo architettonico da parte del Ministero dei Beni Culturali.

## Società

### Evoluzione demografica
Abitanti censiti

### Etnie e minoranze straniere
Al 31 dicembre 2023 la popolazione straniera residente è di 1 007 persone, pari al 3,86 % dei residenti.

### Feste e tradizioni
- Concorso ippico nazionale "Premio Città di Maddaloni"
- Festa di San Michele Arcangelo
- Calatiafestival - rassegna di Teatro, Musica e Arte
- Rassegna Teatrale Maddalonese kermesse dedicata al teatro all’aperto

### Istituzioni ed enti
È presente la scuola di Amministrazione e Commissariato dell'Esercito Italiano.

#### Clinica San Michele
La clinica San Michele è una struttura sanitaria attiva a Maddaloni da oltre 60 anni. Dagli iniziali 35 posti letto, è passata agli attuali 150.

#### Fondazione Villaggio dei Ragazzi
Fondata nel 1947 da Don Salvatore D'angelo, è situata nell'antica residenza dei duchi Carafa.
L’antica residenza dei Carafa fu sede, per volere del re Ferdinando II, dell’Accademia militare “Nunziatella” dal 21 aprile del 1855 al 7 novembre del 1859.
La Fondazione è sede di attività di assistenza, formazione, educazione ed istruzione dei minori in stato di necessità e disagio familiare.
Sono presenti una scuola materna, un istituto tecnico industriale, un istituto tecnico trasporti e logistica, un liceo linguistico e un istituto professionale alberghiero.

## Cultura

### Biblioteca comunale
La biblioteca comunale di Maddaloni fu istituita il 1º marzo 1969 con patrimonio librario di circa 17 000 volumi, e 57 tra quotidiani e periodici. Nella sala convegni si svolgono molte attività culturali organizzate dalla biblioteca e da altri organismi. La nuova sede della biblioteca comunale, dal 23 febbraio 2014, è il palazzo dell'ex liceo classico Giordano Bruno.

### Scuole
Maddaloni è sede di scuole dell'infanzia, di scuole primarie, di scuole medie di primo e secondo grado.

### Musei
Museo civico di MaddaloniRaccoglie oggetti di archeologia (dalla Preistoria al 6º secolo d. C.), di arte (scultura, pittura, decorazioni, gioielli dal medioevo al 1960), etnografia. Fa parte del Sistema Museale "Terra di Lavoro"
Museo archeologico di CalatiaInaugurato nel 2003, è situato all'interno del Casino ducale dei Carafa della Stadera: si tratta di una masseria fortificata del XVI secolo e fu una delle residenze principali di questa famiglia, il cui stemma domina la volta del portone d'entrata; spesso vi era ospite il sovrano Carlo III di Borbone nelle sue frequenti battute di caccia. La mostra riguarda tre temi principali: il territorio, la città e la necropoli. Nelle cinque sale del museo sono esposti numerosi e preziosi reperti utili a ricostruire la vita quotidiana che si svolgeva nell'antica città di Calatia a partire dall'VIII secolo a.C. Al piano terra, nelle stanze che venivano utilizzate per le attività agricole, vi è la sezione dedicata al territorio, alla città e alle necropoli; mentre al piano superiore, negli antichi ambienti privati e di rappresentanza organizzati in “quarti”, i reperti testimoniano la storia della viabilità, delle aristocrazie tra VI e V secolo a.C. e la vita delle donne e degli uomini in età orientalizzante.
Il percorso è autodidattico e studiato anche per persone disabili. Attualmente il cortile interno ospita una fedele ricostruzione di una domus che è stata oggetto di studio da parte della S.U.N. e una mostra relativa alle fasi di scavo in essa condotte e i vari reperti recuperati.
È possibile visitare anche la cappella settecentesca, piccolo edificio a pianta centrale con tre altari in marmo e volta a botte, decorata con stucchi bianchi e oro.

## Economia
La maggior parte della popolazione è dedita al terziario, ma molte persone lavorano in fabbriche dislocate in zona o nelle prossime vicinanze. Da citare è la grande presenza di industrie agricole nelle zone più esterne del comune.  Radicata tradizione è la produzione della sedia impagliata Maddalonese.
Negli anni, l'economia industriale ha visto la chiusura delle fabbriche "storiche".
È doveroso ricordare la Face Standard, multinazionale operante nel ramo telefonico e delle telecomunicazioni, il cementificio (ex Cementir), la C.I.S.A. (Commercio Industrie Salumerie Alfieri – Fabbrica della mortadella) e la Cerciello (confezionamento pomodori) che diedero un notevole impulso in termini di occupazione e di sviluppo del territorio.

## Infrastrutture e trasporti

### Interporto Sud Europa Maddaloni-Marcianise
Importante piattaforma logistica e di stoccaggio a livello continentale, è il quinto interporto italiano per importanza su nove in totale.

### Collegamenti stradali
Il territorio di Maddaloni è direttamente collegato con la tangenziale di Caserta che attraversa tutto il capoluogo e il suo hinterland.
Le altre arterie principali sono:
- Strada statale 265 dei Ponti della Valle
- Strada statale 7 Via Appia

Nel territorio passano anche altre diramazioni di arterie terziarie che sono:
- Strada provinciale 223 Via Ficucella
- Strada provinciale 202 Via Cancello
- Strada provinciale 20 Via Appia Antica

## Amministrazione
| Periodo | Periodo     | Primo cittadino     | Partito                     | Carica           | Note   |
| ------- | ----------- | ------------------- | --------------------------- | ---------------- | ------ |
| 1946    | 1948        | Giuseppe Brancaccio | Democrazia Cristiana        | Sindaco          |        |
| 1948    | 1950        | Domenico Renga      | Democrazia Cristiana        | Sindaco          |        |
| 1950    | 1952        | Elio Rosati         | Democrazia Cristiana        | Sindaco          |        |
| 1952    | 1956        | Elio Rosati         | Democrazia Cristiana        | Sindaco          |        |
| 1956    | 1960        | Salvatore Cardillo  | Democrazia Cristiana        | Sindaco          |        |
| 1960    | 1962        | Luigi Stasi         | Democrazia Cristiana        | Sindaco          |        |
| 1962    | 1964        | Salvatore Cardillo  | Democrazia Cristiana        | Sindaco          |        |
| 1965    | 1970        | Giuseppe Caliendo   | Democrazia Cristiana        | Sindaco          |        |
| 1970    | 1971        | Giovanni DI Cerbo   | Democrazia Cristiana        | Sindaco          |        |
| 1971    | 1975        | Amedeo Lurini       | Democrazia Cristiana        | Sindaco          |        |
| 1975    | 1979        | Salvatore Cardillo  | Democrazia Cristiana        | Sindaco          |        |
| 1979    | 1983        | Giovanni Di Cerbo   | Democrazia Cristiana        | Sindaco          |        |
| 1983    | 1985        | Nino Caturano       | Democrazia Cristiana        | Sindaco          |        |
| 1985    | 1988        | Salvatore Cardillo  | Democrazia Cristiana        | Sindaco          |        |
| 1989    | 1991        | Francesco D'Angelo  | Democrazia Cristiana        | Sindaco          |        |
| 1991    | 1993        | Gaetano Iodice      | Democrazia Cristiana        | Sindaco          |        |
| 1993    | 1994        | Francesco Lombardi  | Democrazia Cristiana        | Sindaco          |        |
| 1994    | 1996        | Gaetano Pascarella  | PDS                         | Sindaco          |        |
| 1996    | 1997        | Paolino Maddaloni   |                             | Commissario      |        |
| 1997    | 2001        | Gaetano Pascarella  | L'Ulivo                     | Sindaco          |        |
| 2001    | 2001        | Giuseppe Urbano     |                             | Commissario      |        |
| 2001    | 2005        | Francesco Lombardi  | L'Ulivo                     | Sindaco          |        |
| 2005    | 2006        | Antonio Cerreto     | L'Ulivo                     | Vicesindaco f.f. |        |
| 2005    | 2006        | Angelo Orabona      |                             | Commissario      |        |
| 2006    | 2010        | Michele Farina      | L'Unione                    | Sindaco          |        |
| 2010    | 2010        | Oreste Iovino       |                             | Commissario      |        |
| 2010    | 2012        | Antonio Cerreto     | Il Popolo delle Libertà     | Sindaco          |        |
| 2012    | 2013        | Ilaria Tortelli     |                             | Commissario      |        |
| 2013    | 2016        | Rosa De Lucia       | Forza Italia                | Sindaco          | [ 23 ] |
| 2016    | 2017        | Samuele De Lucia    |                             | Commissario      | [ 24 ] |
| 2017    | 2017        | Andrea De Filippo   | Forza Italia                | Sindaco          | [ 25 ] |
| 2017    | 2018        | Benedetto Basile    |                             | Commissario      |        |
| 2018    | 2023        | Andrea De Filippo   | Forza Italia                | Sindaco          | [ 26 ] |
| 2023    | "in carica" | Andrea De Filippo   | Coalizione di diverse liste | Sindaco          |        |

## Sport

### Calcio
La squadra di calcio locale è la U.S. Maddalonese; la squadra è stata iscritta al campionato di Eccellenza anche se in seguito (2023) il titolo è stato ceduto ad altra compagine.

### Calcio a 5
Nella stagione 2008/2009 la città ha avuto una rappresentanza in C2 ovvero la Virtus Maddaloni. Nella stagione 2010/2011 la Virtus Maddaloni è passata in serie C1. Nel 2023, nasce la Maddalonese calcio a 5, militante in Serie C2

### Ciclismo
Maddaloni è stata più volte partenza e/o arrivo di tappa del Giro d'Italia:
| Data             | Tappa | Vincitore           | Nazionalità |
| 1985 (29 maggio) | 12ª   | Bernard Hinault     | Francia     |
| 1995 (22 maggio) | 10ª   | Tony Rominger       | Svizzera    |
| 1998 (22 maggio) | 6ª    | Alex Zülle          | Svizzera    |
| 2000 (15 maggio) | 2ª    | Cristian Moreni     | Italia      |
| 2002 (22 maggio) | 10ª   | Robbie McEwen       | Australia   |
| 2003 (16 maggio) | 6ª    | Alessandro Petacchi | Italia      |
| 2011 (13 maggio) | 7ª    | Bart De Clercq      | Belgio      |

### Pallacanestro
Dalla stagione 2004-05 alla stagione 2006-07 ha avuto una squadra nel campionato di A1 donne di basket, il Kalati, giunta alle semifinali di FIBA Europe Cup nel 2005-06; nella stessa stagione ha inoltre partecipato ai play-off scudetto uscendo ai quarti. Il quintetto base della stagione dei record era composto da: Anna Zimerle (playmaker), 'Rosi' Sanchez (guardia), Anna Vicenzetto (ala piccola), Plenette Pierson (ala grande), 'Mama' Dantas (pivot). La tradizione della pallacanestro femminile a Maddaloni è stata portata avanti dal Centro Diana Maddaloni che partendo dalla serie C, è arrivata alla conquista della serie A3 nel campionato 2011/2012 vincendo il concentramento finale svoltosi a Bari contro Cagliari, Palermo e Roma.
Inoltre ha una squadra di basket maschile, l'Artus Basket Maddaloni, che dalla stagione 2002/03 alla stagione 2008-09 ha militato ininterrottamente in B2. Il sodalizio annovera tra le sue file atleti quali Davide Serino, Pablo Enrique Albertinazzi, Di Lauro, il capitano Carlos Mainoldi, Pietro Saccoccio, Stefano Bazzucchi, Salvatore Desiato, Nando Gentile, Domenico Marzaioli, Aniello Garofalo, Stefano D'Aiello, Antonio Zamo e Dario D'Orta. Dalla stagione 2009-2010 la rappresentanza del basket maschile in città è passata alla Pallacanestro San Michele - Navale Maddaloni che, dopo l'uscita di scena dell'Artus (rimasta però come settore giovanile), tiene alta la tradizione della pallacanestro calatina militando nel campionato di serie C2, vinto nell'anno 2011/2012 entrando a far parte della Lega Nazionale C. Nel 2012/2013 ha vinto il campionato di Lega Nazionale C entrando a far parte della Lega Nazionale B (LNB).
Le squadre presenti sono:
- Pallacanestro San Michele Maddaloni (maschile - serie C)
- ASD Unio Basket Maddaloni (maschile - Prima Divisione Regionale – serie D)
- ASD Olympia Basket Maddaloni (maschile - Prima Divisione Regionale – serie D)
- ASD Uniogirls Maddaloni (femminile - Serie B)
- Artussino Maddaloni (maschile - giovanili)

### Impianti sportivi
- Stadio comunale Cappuccini
- Palazzetto dello Sport Angioni-Caliendo